# 宣僖皇后
宣僖皇后范氏（？—？），後梁肅祖朱黯妻。
范氏事跡不詳，只知她嫁與後梁肅祖及生後梁敬祖朱茂琳。开平元年（907年）七月，朱温稱帝，追上范氏諡號為宣僖皇后。